# Adam Skrzyński
Adam Tomasz Aleksander Skrzyński herbu Zaremba (ur. 1 stycznia 1853 w Libuszy, zm. 26 lutego 1905 w Marienbadzie) – poseł do Sejmu Krajowego Galicji V, VI, VII, VIII kadencji (1882–1905), hrabia, właściciel dóbr Zagórzany. Był także w latach 1891-1897  posłem do austriackiej Rady Państwa. Wybrany do Sejmu Krajowego z IV kurii okręgu wyborczego Gorlice.

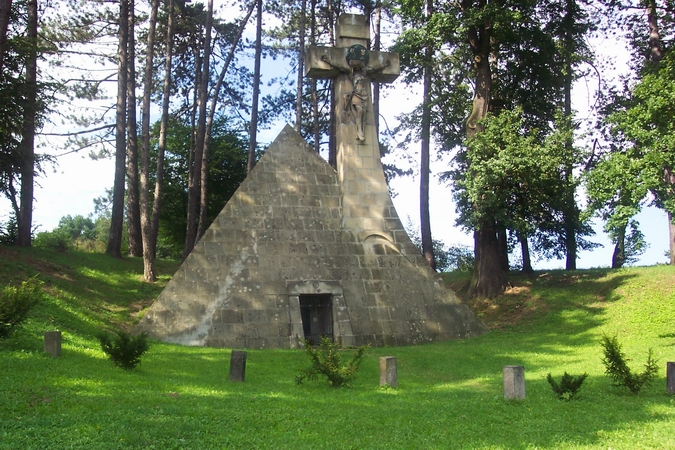
Grobowiec rodzinny w Zagórzanach

Był właścicielem majątku w Libuszy, Kobylance i Krygu oraz od 1885 Zagórzan. Politycznie związany był ze środowiskiem krakowskich konserwatystów, w sejmie jako właściciel kopalń i rafinerii dał się poznać jako specjalista z zakresu przemysłu naftowego. 14 stycznia 1895 został mianowany przez cesarza Franciszka Józefa I dziedzicznym hrabią austriackim. W latach 1886–1892 był prezesem Towarzystwa Rolniczego w Gorlicach. Od 1880 do śmierci zasiadał również w Radzie Powiatowej w Gorlicach. Od 1892 prezesem Okręgowego Towarzystwa Rolniczego w Jaśle oraz prezesem Rady Nadzorczej Banku Związkowego we Lwowie. Pochowany w grobowcu rodzinnym zaprojektowanym przez Teodora Talowskiego w Zagórzanach.

## Życie prywatne
15 czerwca 1880 zawarł związek małżeński z Oktawią Tarnowską (1862-1931), był ojcem trojga dzieci. Córka Izabela Maria (1881-1972) wyszła w 1905 za mąż za Jana Szembeka. Syn Aleksander Skrzyński był ministrem spraw zagranicznych i premierem w czasie II RP, a najmłodsza córka Maria Joanna (1887-1948) poślubiła w 1910 Adama Sobańskiego.